# Amblyopinus
Amblyopinus (лат.) — род жуков-стафилинид из подсемейства Staphylininae, живущий на грызунах. Неотропика (Мексика, Колумбия, Бразилия, Аргентина, Чили). Около 40 видов.

## Описание
Длина тела 5—11 мм. Окраска желтовато-коричневая. Глаза крупные фасеточные, расположены ближе к заднему краю головы. Бескрылые. Надкрылья укороченные, шире своей длины. Пронотум крупный трапециевидный. Максиллярные щупики 4-члениковые, а лабиальные состоят из 3 сегментов. Лапки 5-члениковые. Фронтальная бороздка на голове отсутствует.
Среди хозяев Amblyopinina отмечены млекопитающие из четырёх семейств отряда грызуны. Это семейство Хомяковые (Cricetidae): Oryzomys Baird, Nectomys Peters, Thomasomys Coues, Chilomys Thomas, Белоногие хомячки (Peromyscus Gloger), Akodon Meyen, Oxymycterus Waterhouse, Phyllotis Waterhouse, Chinchillula Thomas; Семейство Агутиевые (Dasyproctidae): Cuniculus Brisson; Семейство Туко-туковые (Ctenomyidae): Туко-туко (Ctenomys De Blainville); Семейство Мешотчатые прыгуны (Heteromyidae): Heteromys Desmaret. Кроме того, отмечены и на представителях инфракласса Сумчатые (Marsupalia), семейство Опоссумовые (Didelphidae): Didelphis Linnaeus, Metachirus Burmeister, Голохвостые опоссумы (Monodelphis Burnett), Marmosa Gray.
По другим взглядам подтриба Amblyopinina принимается в более широком объёме и включает и другие роды (Heterothops) из подтрибы Quediina (Chatzimanolis et al. 2010; Ashe and Timm, 1988; Assing and Schülke, 2012).

## Систематика
Около 40 видов. В 1944 году Сиверс выделил род в отдельное подсемейство Amblyopininae Seevers, 1944 (ныне рассматриваемое в качестве подтрибы Amblyopinina в составе Staphylininae).
| - Amblyopinus akodoni Seevers, 1955 - Amblyopinus ancashi Seevers, 1955 - Amblyopinus bequaerti Notman, 1923 - Amblyopinus brandesi Kraatz, 1900 - Amblyopinus chilomysi Seevers, 1955 - Amblyopinus colombiae Seevers, 1955 - Amblyopinus emarginatus Seevers, 1955 - Amblyopinus fuegensis Arrow, 1907 - Amblyopinus henseli Kolbe, 1911 - Amblyopinus hershkovitzi Seevers, 1955 - Amblyopinus huilae Seevers, 1955 - Amblyopinus jelskii Solsky, 1875typus - Amblyopinus kalinowskii Seevers, 1955 | - Amblyopinus kofordi Seevers, 1955 - Amblyopinus longus Franz, 1930 - Amblyopinus marmosae Seevers, 1944 - Amblyopinus monticolus Seevers, 1955 - Amblyopinus montivagans Seevers, 1955 - Amblyopinus oryzomysi Seevers, 1955 - Amblyopinus pacae Seevers, 1955 - Amblyopinus piurae Seevers, 1955 - Amblyopinus punae Seevers, 1955 - Amblyopinus sanborni Seevers, 1944 - Amblyopinus schmidti Seevers, 1944 - Amblyopinus spinipennis Seevers, 1955 - Amblyopinus waterhousei Fauvel, 1900 |